# Daath
Da'ath ou Daas ("Conhecimento", em hebraico : דעת [daʕaθ] ) no  misticismo judaico, a chamada Cabala, é a localização (um estado místico) onde todas as dez sephirot da Árvore da Vida estão unidos como um só.
Em Daath, todas as sefirot existem no seu estado perfeito de partilha do infinito. As três sephirot da coluna da esquerda deveriam receber e ocultar a Luz Divina, ao invés de partilhá-la e revelá-la. Como todas as sephirot irradiam infinita doação de Luz Divina não é possível distinguir uma Sefirot da outra. Assim, elas são uma só.
Daath nem sempre é mostrada nas representações das Sefirot, e poderia, em certo sentido ser considerada como um "espaço vazio" no qual a pedra preciosa de qualquer uma das outras sefirot pode ser aí colocada. Corretamente, a Luz Divina está sempre a brilhar, mas nem todos os seres humanos a podem ver. A ocultação ou revelação da Luz Divina que brilha através de Daath realmente não acontece aí. Isso resulta da perspectiva humana a partir de Malkuth. A percepção da mudança só pode ocorrer em Malkuth. Os seres humanos que se tornam auto-doadores, como a Luz, tornam-se aptos a vê-la, e através deles os benefícios da Luz de Daath parecem ser "revelados". No entanto, os seres humanos que permanecem egoístas não conseguem vê-la, e para estes os seus benefícios parecem "ocultos". A palavra Daath é muitas vezes comparada com a palavra grega Gnosis (conhecimento).